# Tettigoniopsis ashizuriensis
Tettigoniopsis ashizuriensis är en insektsart som beskrevs av Befu och Yukoh Murai 1999. Tettigoniopsis ashizuriensis ingår i släktet Tettigoniopsis och familjen vårtbitare. Inga underarter finns listade i Catalogue of Life.